# 孙克骥
孙克骥（1917年1月—2005年3月11日），曾用名陈卓凡、朱永桦，福建省崇安县（今武夷山市）人，中国人民解放军将领、中国人民解放军开国少将。
曾任中国人民解放军广州军区公安军副政委。1955年，授予中国人民解放军少将。

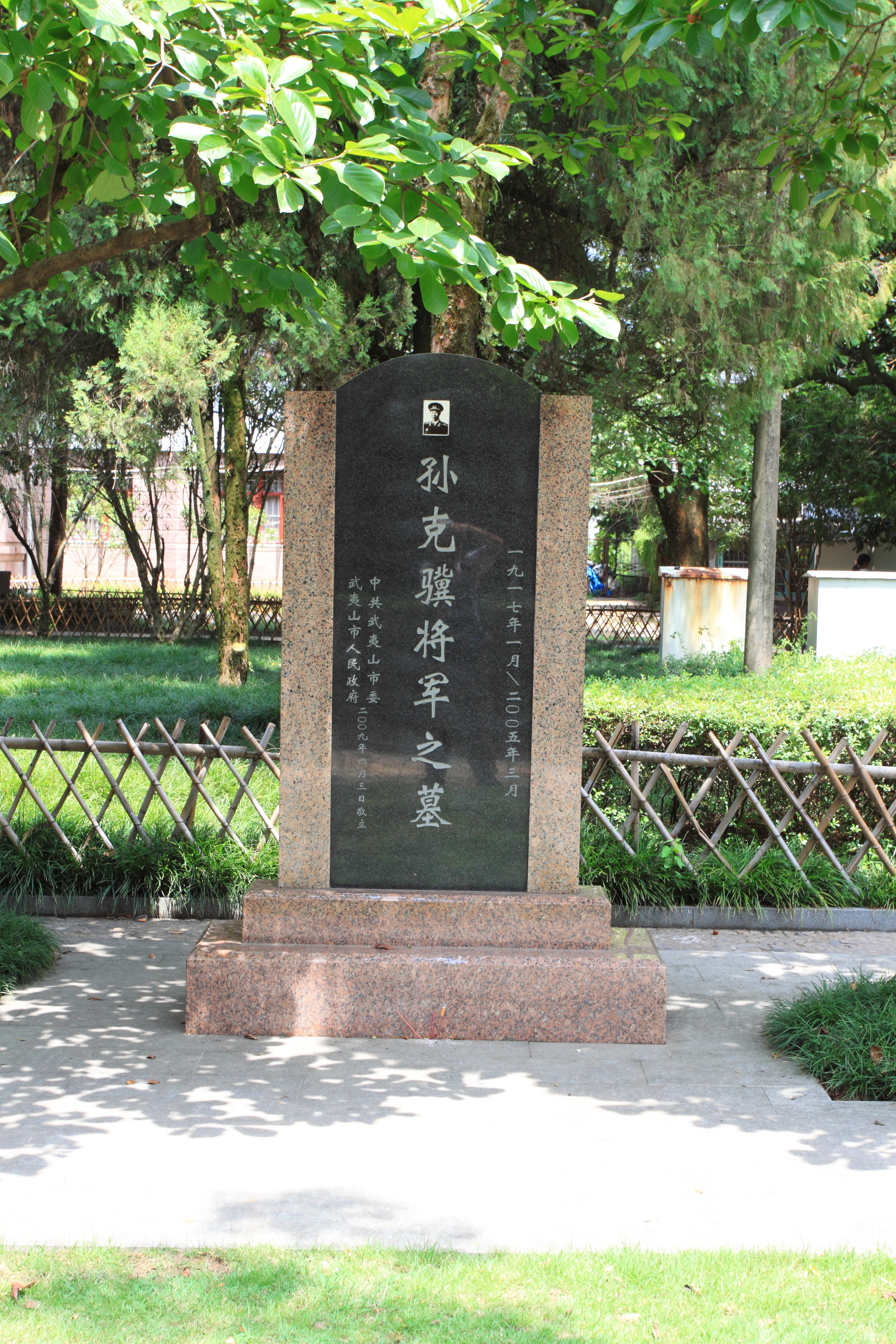
福建武夷山市列宁公园内的孙克骥墓